# Campionati del mondo di ciclismo su pista 2015 - Scratch femminile
La gara di scratch femminile ai Campionati del mondo di ciclismo su pista 2015 si svolse il 21 febbraio 2015 su un percorso di 40 giri, per un totale di 10 km. Fu vinta dall'olandese Kirsten Wild, che completò la prova in 13'20"023 alla media di 44,9426 km/h.

## Podio
| Pos.    | Atleta            | Nazionalità |
| ------- | ----------------- | ----------- |
| Oro     | Kirsten Wild      | Paesi Bassi |
| Argento | Amy Cure          | Australia   |
| Bronzo  | Allison Beveridge | Canada      |

## Risultati
| Posizione | Atleta              | Nazione       | Gap in giri |
| --------- | ------------------- | ------------- | ----------- |
| 1         | Kirsten Wild        | Paesi Bassi   |             |
| 2         | Amy Cure            | Australia     |             |
| 3         | Allison Beveridge   | Canada        |             |
| 4         | Lizbeth Salazar     | Messico       |             |
| 5         | Alžbeta Bačíková    | Slovacchia    |             |
| 6         | Annalisa Cucinotta  | Italia        |             |
| 7         | Kelly Druyts        | Belgio        |             |
| 8         | Kimberly Geist      | Stati Uniti   |             |
| 9         | Jannie Salcedo      | Colombia      |             |
| 10        | Gudrun Stock        | Germania      |             |
| 11        | Tetyana Klimchenko  | Ucraina       |             |
| 12        | Rushlee Buchanan    | Nuova Zelanda |             |
| 13        | Evgeniya Romanyuta  | Russia        |             |
| 14        | Yang Qianyu         | Hong Kong     |             |
| 15        | Jarmila Machačová   | Rep. Ceca     |             |
| 16        | Katarzyna Pawłowska | Polonia       |             |
| 17        | Elinor Barker       | Gran Bretagna |             |
| 18        | Sara Ferrara        | Finlandia     |             |
| 19        | Caroline Ryan       | Irlanda       |             |
| 20        | Maroesjka Matthee   | Sudafrica     |             |
| 21        | Marina Shmayankova  | Bielorussia   |             |
| 22        | Pascale Jeuland     | Francia       | REL         |
|           | Yumari González     | Cuba          | DNF         |
|           | Sheyla Gutiérrez    | Spagna        | DNF         |

REL = Relegata (retrocessa)
DNF = Prova non completata